# John Wilson Bengough
Pour les articles homonymes, voir Bengough.
John Wilson Bengough (Toronto, Ontario, 7 avril 1851 – Toronto, 2 octobre 1923) est l'un des premiers caricaturistes importants canadiens.

## Biographie
Né dans un milieu modeste, John Wilson Bengough est fils d'immigrants, un père ébéniste écossais et une mère irlandaise. Il étudia à la grammar school (école de grammaire) de Whitby. En 1871 ou 1872, il devint reporter subalterne au Toronto Globe (Globe de Toronto, aujourd'hui The Globe and Mail) de George Brown.
Le 24 mai 1873, John Wilson Bengough lance officiellement son premier numéro du journal Grip (en). Cet hebdomadaire anglophone basé à Toronto a une saveur satirique et publie différentes blagues et caricatures sur l'actualité canadienne de l'époque. Dans ce périodique, Bengough s'attaque sans répit au gouvernement conservateur de John A. Macdonald à la suite du scandale du Pacifique. Ses attaques contre la Politique nationale de Macdonald iront même jusqu'à favoriser l'élection de Wilfrid Laurier en 1896. À la suite de la mort de John A. Macdonald, le Grip fit paraître dans sa chronique nécrologique : « Ce n'est pas la moindre qualité de sir John que d'avoir eu un visage qui se prêtait admirablement bien à la caricature ». Dans ses caricatures de Macdonald, on remarque généralement un nez proéminent, un regard sournois, une coiffure à la mode et une allure nonchalante. Pendant près de 25 ans, Bengough publie également ses dessins humoristiques dans des périodiques tels que le Toronto Globe, le Toronto Daily Star, le Star de Montréal et le Toronto Saturday Night. Le New York Herald le nommera « le plus grand caricaturiste de ce côté du continent ».

## Hommages
La ville de Bengough en Saskatchewan porte son nom.